# Пам'ятники Отинії
Стаття Пам'ятники Отинії призначена для ознайомлення, в тому числі і візуального, зі зразками міської скульптури смт Отинії Коломийського району Івано-Франківської області.
Загалом у цьому галицькому містечку декілька пам'ятників і меморіалів, що увічнюють пам'ять про представників української інтелігенції та вояцтва.

## З історії отинійських пам'ятників
Історично в Отинії було 2 пам'ятні хрести: на честь скасування панщини в Австро-Угорщині 1848 року, пам'ятник жертвам Талергофа і полеглим у війні 1914-1918 р.р., які дотепер не збереглися. 
Радянський «обов'язковий» пам'ятник Леніну в Отинії було демонтовано 6 грудня 1990 року. У тому ж році відкрито і посвячено перший в Україні пам'ятник жертвам сталінізму і героям УПА. 
У теперішній час (2000-ні) у Отинії є пам'ятник Тарасові Шевченку, обеліск слави полеглим воїнам у Другій світовій війні, пам'ятник Семенові Височану, стрілецька могила, пам'ятний знак жертвам репресій, хрест на честь проголошення незалежності України 1991 р. 
Також на отинійському костелі є меморіальна дошка на честь Грюнвальдської битви (1410).

## Перелік отинійських пам'ятників
Отинійські пам'ятники
| Назва                                           | Дата встановлення | Розташування                  | Фото | Короткі відомості |
| Височану Семену                                 | 7.08.2011         | у центрі села                 |      | Пам'ятник-погруддя Семену Височану відкрито у перші роки незалежності України. Біля постаменту у формі кам'яної брили встановлено гармату, поруч напис «від вдячних нащадків». |
| Жертвам сталінізму і героям УПА, пам'ятний знак | 1990              | при вході на селищний цвинтар |      | Пам'ятний знак жертвам сталінізму і героям УПА (перший в Україні) було відкрито і посвячено в 1990 році. Знак складається з символічної в'язничної стіни (бетон) і дверей камери (метал). |
| Січових стрільців, символічна могила            | 1989              | на селищному цвинтарі         |      | Могила січовим стрільцям висипана в жовтні 1989 року. На могилі встановлено 10-метровий дерев'яний хрест. |
| Слави, обеліск                                  | 1967              | в центральній частині селища  |      | Обеліск слави на честь полеглих воїнів у ІІ Світовій війні споруджено 1967 року. Він складається з обеліска бетонного — висота понад 25 м, на шпилі якого 2006 року встановлено фігурний хрест із нержавійки, позаду нього вимурувана стіна. На площі висипана могила розміром 10x30 м, обкладена плитами із чорного граніту. На плитах викарбувано прізвища 334-х воїнів. |
| Шевченкові Тарасу                               |                   |                               |      | Пам'ятник національному поету і мислителю Тарасові Шевченку являє собою його бетонне погруддя, встановлене на бетонному ж 4-метровому постаменті, що в свою чергу встановлений на підвищенні заввишки 1,5 метра. |
| на честь незалежності України                   | 1992              | у центрі села                 |      | Хрест на честь незалежності України встановлений у 1992 році громадою УАПЦ. Під хрестом висипана клумба, засаджена квітами. Хрест дерев'яний, заввишки 7 м, на ньому вирізьблено напис: «На честь проголошення незалежності України, 1991 рік». |